# Sarcophaga sicilia
Sarcophaga sicilia är en tvåvingeart som beskrevs av Thomas Pape 1996. Sarcophaga sicilia ingår i släktet Sarcophaga och familjen köttflugor. Inga underarter finns listade i Catalogue of Life.